# Trochosa hoggi
Trochosa hoggi là một loài nhện trong họ Lycosidae.
Loài này thuộc chi Trochosa. Trochosa hoggi được Roger de Lessert miêu tả năm 1926.